# Raci (okręg Gorj)
Raci – wieś w Rumunii, w okręgu Gorj, w gminie Negomir. W 2011 roku liczyła 190 mieszkańców.